# لويز بروكس
ماري لويز بروكس Mary Louise Brooks (ولدت في 14 نوفمبر 1906 – وماتت في 8 أغسطس 1985) هي ممثلة أفلام صامتة وراقصة وفتاة استعراض أمريكية. اشتهرت من خلال ثلاثة أدوار مميزة في أفلام هي: صندوق بندورا 1929، ويوميات فتاة ضائعة 1929، وثمن الجمال 1930. مثلت في 17 فيلما صامتا، وكتبت فيما بعد مذكراتها في كتاب بعنوان «لولو في هوليوود» Lulu in Hollywood.

## روابط خارجية
- لويز بروكس على موقع IMDb (الإنجليزية)
- لويز بروكس على موقع الموسوعة البريطانية (الإنجليزية)
- لويز بروكس على موقع ألو سيني (الفرنسية)
- لويز بروكس على موقع تيرنر كلاسيك موفيز (الإنجليزية)
- لويز بروكس على موقع أول موفي (الإنجليزية)
- لويز بروكس على موقع قاعدة بيانات برودواي على الإنترنت (الإنجليزية)
- لويز بروكس على موقع قاعدة بيانات الأفلام السويدية (السويدية)
- لويز بروكس على موقع إن إن دي بي (الإنجليزية)
- لويز بروكس على موقع قاعدة بيانات الفيلم (الإنجليزية)
- لويز بروكس على موقع كينوبويسك (الروسية)